# Бабій Василь Іванович
Василь Іванович Бабій (нар. 12 січня 1949, с. Серафинці, Івано-Франківська область) — український письменник, краєзнавець, начальник з гуманітарних питань Богородчанської райдержадміністрації. Був депутатом Івано-Франківської обласної ради 1-го демократичного скликання.
Навчався на історико-педагогічному факультеті Івано-Франківського педагогічного інституту ім. В. Стефаника, викладав історію у Меньківській школі І-II ст. на Житомирщині, Росільнянській середній школі на Івано-Франківщині, працював учителем та директором Хмелівської ЗОШ І-ІІ ст. Богородчанського району Івано-Франківської області.
Працює в різних жанрах, зокрема, гумору і сатири, новелістики, драматургії, публіцистики, есеїстки. Автор творів «Помста опришків», «Ростиславовичі», «Тривожні ночі», «Підпільний Кіндрат», «Серафинці: п'ять віків», «Серафинці: (Ямгорів)», «Полювання на Марихума», «Андрій Шевченко — перші вершини», «Замки Богородчанського краю», «Заборонене кохання», «Королеви європейських престолів», «Вогонь безсмертя», «Планета на ім'я Бандера» тощо.
Лауреат премій імені Марії Підгірянки та імені Юрія Шкрумеляка. Лауреат усеукраїнської премії імені Олекси Гірника, яку вручають за популяризацію української мови (за книгу «Вогонь безсмертя»).
2014 року святкував свій 65-річний ювілей.